# Panicum combsii
Panicum combsii är en gräsart som beskrevs av Frank Lamson Scribner och Carleton Roy Ball. Panicum combsii ingår i släktet vipphirser, och familjen gräs. Inga underarter finns listade i Catalogue of Life.